# Михаил Атанаскович
Михаил Атанаскович е български лекар, участник във Втората българска легия и общественик.

## Биография
Роден е в Ниш на 23 октомври 1850 г. Получава основно образование в българско училище. Присъединява се към Втората българска легия (1867 – 1868 г.) и в Белград преминава през военна подготовка рамо до рамо с Васил Левски. След разпускането на формированието част от доброволците се насочват към Влашко.
Атанаскович се преселва в Букурещ. През 1869 г. започва следването си в Националното училище по медицина и фармация. Работи в българското букурещко читалище „Братска любов“, където изнася лекции на здравни теми. Междувременно се запознава с Любен Каравелов. Сътрудничи на в. „Свобода“. През 1870 г. там излиза негово стихотворение, озаглавено „Българио...“. Същата година вестникът публикува обръщение в поетична форма, с което Атанаскович призовава българите на въстание. Нарежда се сред основателите на Дружеството за разпространение на полезни знания Създадената през 1872 г. културно-просветна организация обединява т.нар. млади от българската колония в румънската столица. Дружеството подпомага сп. „Знание“, издавано от Каравелов.
През 1875 г. Атанаскович успешно защитава докторска дисертация на тема „Cateva cuvinte asupra febreĭ“ (на български: „Няколко думи за треската“). Христо Ботев използва случая, за да припомни на нишлията за нуждата от образовани лекари в бъдещата възстановена българска държава. Работи като доктор в Букурещ. Присъединява се към червенокръсткото движение на Румъния. Влиза в състава на румънска полева болница, изпратена през 1876 г. в Сръбско-турската война от 1876 г.. Умира на 9 март 1877 г. по време на Сръбско-турската война (1877 – 1878) в Кладово.
Каравелов помества прочувствено известие за кончината на своя близък сътрудник, но посочва Фокшани за място на неговата смърт.